# Kontrola jakości oprogramowania
Kontrola jakości oprogramowania – zbiór reguł/procedur mających zapewnić, że oprogramowanie spełni wszystkie wymagania jakościowe oraz że dostarczy klientowi produkt najwyższej jakości.
Pojęcie kontroli jakości oprogramowania odnosi się zarówno do funkcjonalnych, jak i do niefunkcjonalnych wymagań takich jak np. użyteczność.